# 林釴
林釴（1483年—？），字克相，福建福州府閩縣人，明朝政治人物。

## 生平
正德十四年（1519年）己卯科福建鄉試第七十一名舉人。正德十六年（1521年）聯捷辛巳科第三甲第三十三名進士。嘉靖間授江西新喻縣知縣。官监察御史。

## 家族
曾祖林森；祖父林汝誠，封工部員外郎；父林垐，曾任貢士。母李氏（封淑人）。严侍下。弟林鍇、克運、林錭、林鋗、林國鎒。